# 菲尼克斯集团控股
菲尼克斯集团控股股份有限公司（英語：Phoenix Group Holdings plc，LSE：PHNX）（前身 明珠集團股份有限公司），又稱凤凰集团控股股份有限公司，為全英國最大保險服務支柱，該集團為倫敦證券交易所上市，也是富時100指數成份股之一。

## 歷史
該公司在1857年設立前身「明珠貸款公司」，並在懷特查普鑄鐘廠側邊，Royal Oak英式酒吧內營運。1914年更名為「明珠保險公司」，搬遷至霍本高街252號； 但直至1989年，搬遷至彼得伯勒。1990年，該集團曾被澳大利亞保險商AMP公司收購，但2003年，明珠、NPI及倫敦人壽，則乃從AMP分拆為亨德森集團。
2005年，明珠集團收購從亨德森集團旗下太陽資本創投（最大主管是雨果．奧斯蒙特）； 及TDR創投公司。2008年，收購英國創造人壽（包括營運鳳凰保險）。 2009年，由Liberty Acquisition Holdings (International) Company（由百萬富翁尼古拉斯·伯格鲁恩控股）收購業務，諸如重新命名為明珠集團。
2010年，明珠集團重新命名為菲尼克斯集团控股（又稱鳳凰集團控股）。在2014年3月，把原旗下伊尼斯資產管理，出售予標準人壽資產管理旗下標準人壽投資。
在2018年，菲尼克斯集团控股同意以29億英鎊收購從標準人壽安本旗下標準人壽保險，與此同時，標準人壽安本將會持有該公司股權。 
在2020年7月，菲尼克斯集团控股完成收購瑞士再保險旗下英國再保險集團，英國再保險集團是在1963年成立前身「西方人壽險公司」，1972年，搬遷至溫莎-梅登黑德皇家自治市鎮，更名為「溫莎人壽保險股份有限公司」；1987年，溫莎人壽總部搬遷至特爾福德和收購更多保險公司業務；2004年，則在2003年原本被蘇黎世保險收購，後擱置，再在瑞士再保險收購所有剩餘股份。2005年至2008年，溫莎人壽收購英國再保險、維珍人壽、美國通用人壽和巴克萊人壽。到了2011年，溫莎人壽更名為英國再保險集團股份有限公司；2012年，原有Alico UK約30萬份保險訂單轉移至英國再保險集團；2015年，英國再保險集團收購英國匯豐人壽退休年金業務，後在2016年英國再保險集團收購守護金融服務公司；2017年，英國再保險集團已達成從法通保險以110萬份保險訂單，和耆衛財富人壽保險以多年保險訂單購入。
2021年2月23日，鳳凰集團收購標準人壽品牌權益，和在三年前開始收購標準人壽業務，從而達到標準人壽安本合作夥伴關係。
另外，鳳凰集團其中次股東為MS&AD保險集團控股，佔14.5%股份，而最大股東為標準人壽安本及關連企業，佔17.9%股份，最後第三大股東為瑞士再保險旗下子公司，佔13.25%股份。

## 營運
該公司旗下業務：

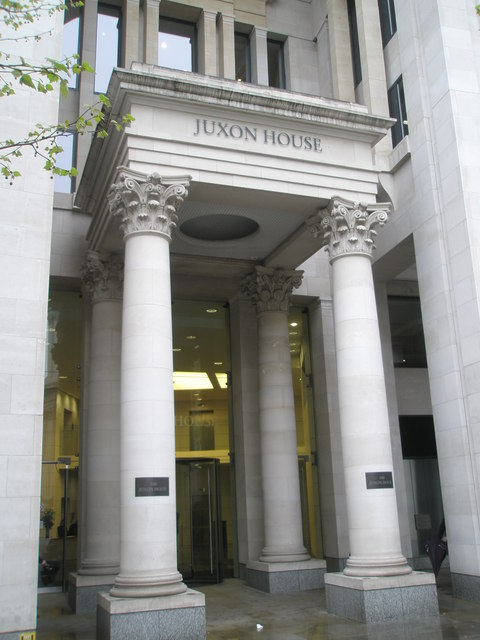
鳳凰集團總部位於倫敦Juxon House

- 鳳凰保險管理，包括鳳凰人壽和鳳凰人壽保險（前身明珠保險）
- 鳳凰財富管理
- 標準人壽
- 英國再保
- 太陽人壽

另外其他業務：
- Vebnet

## 外部連結
- Official website （页面存档备份，存于）